# Violência antiaborto
A violência antiaborto é a violência cometida contra indivíduos e organizações que prestam a interrupção voluntária da gravidez. Resultados desta violência incluem a destruição de propriedade, na forma de vandalismo, e até crimes contra a pessoa, incluindo sequestro, perseguição, agressão, tentativa de assassinato e assassinato, incluindo também danos a ambas, pessoas e propriedades, bem como incêndios e explosões de bombas. A violência antiaborto é cometida com maior frequência nos Estados Unidos, mas também ocorre na Austrália, Canadá, e Nova Zelândia.  G. Davidson Smith do Serviços de Inteligência de Segurança Canadense definiu a violência antiaborto como um "terrorismo de interesse especial". Um estudo da violência de 1982–87 considerou os incidentes terrorismo "politicamente limitado" ou "sub-revolucionário".

## Definição e características
A violência antiaborto é uma forma de terrorismo praticada especificamente contra pessoa ou lugares que prestam a interrupção voluntária da gravidez. Seus ataques variam de vandalismo, incêndio e uso de bombas em clínicas de aborto, atos cometidos por Eric Rudolph, até os assassinatos e tentativas de assassinato de médicos e funcionários das clínicas, cometidos por James Kopp, Paul Jennings Hill, Scott Roeder, Michael F. Griffin, e Peter James Knight.
Uma fração destes opostos à opção de interromper voluntariamente a gravidez tem apelado para demonstrações muito públicas de violência, em um esforço para conquistar seus objetivos de conter a interrupção da gravidez. Aqueles que participam ou apoiam tais ações defendem o uso da força — como em homicídio justificável ou defesa de outros — no interesse de proteger o direito à vida do feto.
David C. Nice, da Universidade da Geórgia, contextualiza o apoio para a violência antiaborto como uma arma política contra os direitos da mulher, arma esta que está associada com a tolerância da violência contra a mulher.

## Por país

### Estados Unidos
A maioria dos atentados de violência antiaborto foram cometidos nos Estados Unidos da América.

#### Homicídios
Nos Estados Unidos, a violência contra prestadores da interrupção voluntária da gravidez matou, pelo menos, oito pessoas, incluindo quatro doutores, dois funcionários das clínicas, um vigia de segurança, e um acompanhante da clínica.
- 10 de março de 1993: Dr. David Gunn de Pensacola, Florida foi alvejado fatalmente durante um protesto. Ele foi alvo de cartazes no estilo de procurado distribuídos pela Operation Rescue no verão de 1992. Michael F. Griffin foi considerado culpado pelo homicídio do doutor Gunn e sentenciado à prisão perpétua.
- 29 de julho de 1994: Dr. John Britton e James Barrett, um acompanhante da clínica, foram ambos alvejados até a morte fora de outra instalação em Pensacola. O reverendo Paul Jennings Hill foi processado pelas mortes. Hill recebeu uma pena de morte e foi executado em 3 de setembro de 2009.
- 30 de dezembro de 1994: Dois recepcionistas, Shannon Lowney e Lee Ann Nichols, foram mortas em dois ataques a clínicas em Brookline, Massachusetts. John Salvi foi preso e confessou os homicídios. Ele morreu na prisão e os guardas encontraram seu corpo sob a cama com um saco de lixo plástico amarrado ao redor da sua cabeça. Salvi também confessou um ataque não letal em Norfolk, Virginia dias antes dos homicídios em Brookline.
- 29 de janeiro de 1998: Robert Sanderson, um oficial de polícia fora de turno que trabalhou como um vigia de segurança em uma clínica de interrupção da gravidez em Birmingham, Alabama, foi morto quando seu local de trabalho foi bombardeado. Eric Robert Rudolph, que também era responsável pelo Centennial Olympic Park bombing de 1996, foi processado pelo crime e recebeu duas sentenças de prisão perpétua como resultado.
- 23 de outubro de 1998: o doutor Barnett Slepian foi alvejado até a morte em sua casa em Amherst, New York. O seu foi o último em uma série de tiroteios similares contra fornecedores no Canada e no norte do estado de Nova Iorque, todos cometidos por James Kopp. Kopp foi condenado pelo homicídio do Dr. Slepian após ter sido detido finalmente na França em 2001.
- 31 de março de 2009: o doutor George Tiller foi alvejado e morto por Scott Roeder que servia como porteiro em sua igreja em Wichita, Kansas.[9]

#### Tentativas de homicídio, agressões e sequestros
Segundo estatísticas colhidas pela National Abortion Federation (NAF), uma organização de prestadores de aborto, desde 1977 nos Estados Unidos da América e Canada, houve 17 tentativas de homicídio, 383 ameaças de homicídio, 153 casos de tentativas de agressão ou agressões, e 3 sequestros cometidos contra prestadores de interrupção da gravidez. Tentativas de homicídio nos EUA incluem:
- 19 de agosto de 1993: o doutor George Tiller foi baleado do lado de fora de uma instalação de aborto em Wichita, Kansas. Shelley Shannon foi processado pelo crime e recebeu 11 anos de prisão como sentença (20 anos foram adicionados mais tarde por ataques incendiários e com a utilização de ácidos contra clínicas).
- 29 de julho de 1994: June Barret foi baleada no mesmo ataque que visava às vidas de James Barrett, seu esposo, e do doutor John Britton.
- 30 de dezembro de 1994: Cinco indivíduos foram feridos nos tiroteios que tiraram a vida de Shannon Lowney e Lee Ann Nichols.
- 28 de outubro de 1997: o doutor David Gandell, de Rochester, New York, foi ferido por projéteis de vidro quando um tiro foi disparado através da janela em sua casa.[13]
- 29 de janeiro de 1998: Emily Lyons, uma enfermeira, foi seriamente ferida e perdeu um olho, no bombardeio que também levou a vida de Robert Sanderson.

#### Incêndios, bombardeios, e crimes contra a propriedade
Segundo a NAF, desde 1977 nos Estados Unidos e Canadá, crimes contra a propriedade cometidos contra prestadores de interrupção da gravidez incluem 41 bombardeios, 173 incêndios, 91 tentativas de bombardeios ou incêndios, 619 ameaças de bomba, 1 630 incidentes de invasão de propriedade, 1264 incidentes de vandalismo, e 100 ataques com ácido cutírico ("bombas de fedor"). O New York Times também cita mais de cem mil bombardeios e incêndios, mais de 300 invasões, e mais de 400 incidentes de vandalismo entre 1978 e 1993. O primeiro incêndio a uma clínica ocorreu em Oregon em março de 1976 e o primeiro bombardeio ocorreu em fevereiro de 1978 em Ohio. Incidentes incluem:
- 25 de dezembro de 1984: Uma clínica de aborto e dois escritórios de doutores em Pensacola, Florida foram bombardeados no início da manhã do dia de natal por um quarteto de jovens (Matt Goldsby, Jimmy Simmons, Kathy Simmons, Kaye Wiggins) que, mais tarde, chamou os ataques com bomba de "um presente a Jesus em seu aniversário."[16][17][18]
- 21 de maio de 1998: três pessoas foram feridas quando ácido foi derramado nas entradas de cinco clínicas de abordo em Miami, Florida.[19]
- outubro de 1999: Martin Uphoff pôs foro em uma clínica de Planned Parenthood em Sioux Falls, South Dakota, causando um prejuízo de cem dólares dos Estados Unidos. Ele foi sentenciado a 60 meses na prisão.[20]
- 28 de maio de 2000: um incêndio provocado em um clínica em Concord, New Hampshire resultou em milhares de dólares de prejuízo. O caso permanece sem solução.[21][22][23] Este foi o segundo incidente do tipo na mesma clínica.[24]
- 30 de setembro de 2000: John Earl, um clérigo católico, dirigiu seu carro para dentro da Northern Illinois Health Clinic após ser informado de que o FDA aprovou o uso da droga RU-486. Ele fez uso de um machado antes de ser forçado a deitar no chão pelo dono do prédio que deus dois tiros de aviso com uma carabina.[25]
- 11 de julho de 2001: um ataque com bomba não resolvido a uma clínica em Tacoma, Washington destruiu uma parede, resultando em 6 000 dólares dos Estados Unidos em danos.[20]
- 04 de julho de 2005: uma clínica em Palm Beach (Flórida) foi alvo de um incêndio. O caso permanece em aberto.[20]
- 04 de julho de 2005: Patricia Hughes e Jeremy Dunahoe atiraram uma Coquetel molotov em um clínica em Shreveport, Louisiana. O dispositivo errou o prédio e não causou danos. Em setembro de 2006, Hughes foi sentenciado a seis anos de prisão, e Dunahoe a um ano. Hughes afirmou que a bomba era uma "lamparina memorial" por um aborto que ela fez lá.[26]
- 13 de setembro de 2006 David McMenemy de Rochester Hills, Michigan bateu seu carro no Centro de Cuidados da Mulher Edgerton em Davenport, Iowa. Em seguida, ele encharcou o piso do saguão de entrada com gasolina e ateou fogo nele. McMenemy cometeu este ataque na crença de que o centro estava realizando abortos, no entanto Edgerton não é uma clínica de aborto.[27]
- 25 de abril de 2007: um pacote deixado na clínica da saúde das mulheres em Austin, Texas continha um dispositivo explosivo capaz de infligir ferimentos graves e fatais. Um esquadrão antibombas detonou o dispositivo após evacuar o prédio. Paul Ross Evans, que tinha um registro criminal por roubo armado e furto, foi julgado culpado do crime.[28]
- 09 de maio de 2007: uma pessoa não identificada colocou fogo deliberadamente em uma clínica de planejamento familiar, em Virginia Beach, Virginia.[29]
- 06 de dezembro de 2007: Chad Altman e Sergio Bacaforam presos pelo incêndio criminoso da clínica do doutor Curtis Boyd em Albuquerque. A namorada de Altman tinha agendado uma consulta para um aborto na clínica.[30]
- 22 de janeiro de 2009 Matthew L. Derosia, 32 anos, que foi reportado com um histórico de doença mental[31] colidiu um veículo utilitário na entrada da frente de uma clínica de Planned Parenthood em St. Paul, Minnesota.[32]

#### Ameaças com Antrax
As primeiras cartas-trote alegando conter anthrax foram enviadas a clínicas nos Estados Unidos em outubro de 1998, alguns dias depois do tiroteio de Slepian; desde então, houve 655 ameaças deste tipo de bioterror, feitas contra prestadores de interrupção da gravidez. Nenhum do "anthrax" nestas cartas foi real.
- novembro de 2001: após os ataques genuínos com antraz em 2001, Clayton Waagner enviou cartas-trote contendo pó branco a 554 clínicas. Em 03 de dezembro de 2003, Waagner foi condenado com 51 acusações relacionadas a terrorismo relacionado a antrax.

### Fora dos Estados Unidos
Fora dos Estados Unidos, incidentes conhecidos de violência antiaborto foram cometidos na Austrália, Canadá and Nova Zelândia.

#### Austrália
- 16 de julho de 2001: Steven Rogers, um vigia de segurança em uma clínica em Melbourne, na Australia´, foi baleado no peito e morto por Peter James Knight. Knight foi processado e sentenciado à prisão perpétua em 19 de novembro de 2002.[2]
- 06 de janeiro de 2009: Um ataque com bomba incendiária usando um coquetel molotov foi tentado em uma clínica médica em Mosman Park, na Austrália Ocidental. Falhas na construção da bomba limitaram o dano a uma única área externa queimada, mas se bem-sucedido o ataque poderia ser severo. Acredita-se que o indivíduo que cometeu o atentado foi responsável pela pichação "matadores de bebê" no local, indicando a razão pró-vida pelo ataque. O local, no entanto, não era uma clínica de abortos, apesar da pessoa responsável desconhecer também este fato.[34]

#### Canadá

##### Tentativas de homicídio
Violência também ocorreu no Canadá, onde três doutores foram atacados até hoje. Houve especulação de que o momento dos tiroteios são relacionadas ao costume canadense do Remembrance Day. Os doutores foram parte de um padrão de ataques, que visavam a prestadores no Canadá e upstate New York, incluindo o doutor Barnett Slepian. Todas as vítimas foram alvejadas em suas casa com um rifle, no crepúsculo, no final de outubro ou começo de novembro. James Kopp foi processado pelo homicídio do doutor Slepian e da tentativa de homicídio do doutor Short; ele é suspeito de ter cometido outros atentados também.
- 8 de novembro de 1994: o doutor Garson Romalis, de Vancouver, British Columbia, foi baleado.
- 10 de novembro de 1995: o doutor Hugh Short, de Ancaster, Ontario, foi baleado.
- 11 de novembro de 1997: o doutor Jack Fainman, de Winnipeg, Manitoba foi baleado.
- 11 de julho de 2000: o doutor Romalis foi esfaqueado por um atacante não identificado no saguão de sua clínica.[35]

##### Ataques com bomba e dano à propriedade
- 25 de fevereiro de 1990: dois homens invadiram uma clínica em Vancouver e destruíram o equivalente a 30 000 dólares canadenses em equipamentos médicos com pés-de-cabra.[36]
- 18 de maio de 1990: uma clínica de Toronto operada por Henry Morgentaler foi atacada com bombas incendiárias, fazendo com que todo o muro frontal do prédio desmoronasse.[37]

#### Nova Zelândia
Em 1999, Graeme White foi condenado e preso por cavar um túnel de acesso a uma clínica de aborto em uma tentativa falha de explodi-la.

## Violência pelo "Exército de Deus"
O Exército de Deus, uma organização terrorista oculta ativa nos Estados Unidos, foi responsável por uma quantia substancial de violência antiaborto. Além de inúmeros crimes contra a propriedade, o grupo cometeu atos de sequestro, tentativa de homicídio e homicídio. Em agosto de 1982, três homens se identificando como o Exército de Deus sequestraram, por oito dias Hector Zevallos, um doutor e dono de clínica, e sua esposa, Rosalee Jean. Em 1993, Shelly Shannon, um membro muito ativo do Exército de Deus, foi julgada culpada pela tentativa de homicídio do Dr. George Tiller.
Naquele mesmo ano, oficiais de aplicação da lei encontraram o "Manual do Exército de Deus", um guia tático para incêndios criminosos, ataque químicos, invasões e ataques com bombas enterrado no quintal de Shelly Shannon. Paul Jennings Hill foi julgado culpado pelo homicídio de ambos, doutor John Britton e o acompanhante da clínica James Barrett, mas o Exército de Deus justificou suas ações com base em que "qualquer força que é legítima para defender a vida de uma criança nascida é legítima para defender a vida de uma criança não nascida... se, de fato, Paul Hill matou ou feriu o aborteiro John Britton e os cúmplices James Barrett e senhora Barrett, suas ações são moralmente justificadas se elas foram necessários para o propósito de defender uma vida humana inocente". O Exército de Deus reivindicou a responsabilidade pelo ataque com bombas de estilhaços de Eric Robert Rudolph em 1997 a clínicas de aborto em Atlanta e Birmingham.

## Doutores em cartazes de "procurado"
No final dos anos 1990, uma organização chamada American Coalition of Life Activists (ACLA)  (em português:  Ativistas da Coalizão da Vida Americana) foi acusada de advogar violência implicitamente em sua publicação "Nuremberg Files" em seu sítio de cartazes no estilo procurado, que apresentavam uma foto de um doutor que prestava interrupções da gravidez, em conjunto com uma recompensa em dinheiro por qualquer informação que levasse a sua "prisão, condenação e revogação da licença para prática de medicina". O sítio da ACLA descrevia estes doutores como criminosos de guerra e acusava-os de cometer "crimes contra a humanidade".
O sítio também publicou nomes, endereço residencial, números de telefone, e outras informações pessoais referentes ao prestador de interrupção da gravidez – destacando os nomes daqueles que foram feridos e tracejando os daqueles que foram assassinados. O nome do doutor George Tiller foi incluído neste lista junto com muitos outros. O sítio foi acusado de ser uma lista de alvos finamente velada, destinada a incitar violência; outros alegaram que ela estava protegida pela Primeira Emenda à Constituição dos Estados Unidos. Uma decisão do 9º Circuito da Corte de Apelações finalmente desativou o sítio em 2002, após um prolongado debate.

## Reações

### Reações do grupo pró-vida
Vários advogados do grupo Pró-vida condenaram vocalmente ações violentas contra prestadores de aborto como contrárias aos valores e objetivos finais da causa de direito a vida. Após o ataque com bombas de 1998 à clínica em Birmingham, no Alabama, o grupo Feministas pela Vida ofereceu uma recompensa para a prisão e condenação dos responsáveis.
Em 2001, Sacerdotes pela Vida, um grupo de católicos integrantes do pró-vida nos Estados Unidos, colocou à disposição uma recompensa de 50 000 dólares dos Estados Unidos para informações que levem à prisão dos fugitivos procurados em conexão com violências contra prestadores de aborto.
A Liga da Vida Americana emitiu uma "Proclamação Pró-vida Contra Violência" em 2006. Joseph Scheidler da Liga de Ação Pró-vida tem um capítulo em seu livro chamado "Violência: Por Que Isto Não Funciona." Outros integrantes do grupo pró-vida a tomar partido contra a violência incluem Centro para Reforma Bio-ética e Pró-videiros Contra Violência Clínica. A organização pró-vida Coalizão Nacional pela Vida e Paz também rejeitou a violência como uma forma de oposição ao abortamento.
Muitas organizações pró-vida — incluindo Conselho de Pesquisa Familiar, Americanos Unidos pela Vida, Mulheres Preocupadas pela América, Susan B. Anthony List, Liga da Vida Americana, Estudantes pela Vida da América, e 40 Dias Pela Vida — emitiram afirmações condenando o homicídio de 2009 do aborteiro tardio de Kansas, George Tiller.
O fundador da Operação Resgate Randall Terry nem rejeitou nem condenou a violência antiaborto, mas ele liderou orações públicas para que um prestador de aborto se "[convertesse] a Deus" ou que a "calamidade [pudesse] atingi-lo".  Terry adicionou que ele esperava que o "matador de bebês" fosse julgado e executado "por crimes contra a humanidade". The doctor targeted by Terry's prayers said to the press, "He's clearly inciting someone, anyone, to kill me."
Enquanto ainda rejeitando a violência, líderes do pró-vida têm temperado suas condenações de violência antiaborto, sugerindo que o dano criado pelos crimes contra a propriedade são pequenos em comparação com o dano do abortamento. Joseph Scheidler observa que "para causa de uma perspectiva própria" ele queria notar que "nenhuma quantia de dano a bens imóveis pode equivaler à violência contra uma única vida humana" através do aborto.

### Reações dos grupos pró-escolha
Organizações Pró-escolha responderam a violências antiaborto promovendo a proteção do acesso a clínicas de aborto. A Federação de Aborto Nacional e a Fundação Majoritária Feminista coletam estatísticas sobre incidentes de violência anti-aborto. O Ato de Liberdade de Acesso a Entradas de Clínica foi aprovado em 1994 para proteger instalações de saúde reprodutora. além de seus funcionários e pacientes de ameaças violentas, agressões, vandalismo, e bloqueios. Governos estaduais, provinciais e locais também aprovaram leis similares, projetadas para proporcionar proteção legal de acesso ao aborto nos Estados Unidos e Canadá.

## Violência antiaborto na cultura popular

### Literatura
- The Fourth Procedure, uma novela de 1995 de Stanley Pottinger, é um thriller médico e um romance policial que apresenta a violência anti aborto em seu enredo. Dois homens responsáveis pelo ataque com bombas a uma clínica de aborto aparecem mortos, com bonecas bebê implantadas cirurgicamente dentro deles.[54]
- Insomnia, de Stephen King, tem muito do enredo focado em torno de militantes violentos do grupo pró-vida e na oposição deles com relação a um discurso pró-escolha que será realizado na cidade deles. O grupo assassina várias mulheres que eles acreditam estar buscando aborto e tenta assassinar o orador. Eles são motivados por uma teoria da conspiração de que o orador é parte de uma sociedade secreta que é uma continuação do Massacre dos Inocentes de Herodes.
- A altamente controversa história curta "Matando Bebês", de T. C. Boyle, escrita em resposta a ataques a provedores de aborto, apareceu pela primeira vez no The New Yorker e foi incluída no The Best American Short Stories 1997.

### Filmes
- Palindromes, um filme de 2004 pelo diretor Todd Solondz, apresenta o assassinato de um doutor de aborto em sua casa, similar ao caso do Barnett Slepian.

### Televisão
- O popular romance policial Law and Order: Special Victims Unit mostra a causa provável para o assassinato como violência antiaborto no episódio "Hammered." O sítio Nuremberg Files é mencionada no episódio quando eles vão contar ao ex-esposo da doutora sobre o assassinato. A clínica de abortos que eles visitam tem vidro à prova de balas, pois eles foram alvo de um atirador de elite que baleou não fatalmente um recepcionista. Além disso, quando os detetives vão para a clínica, eles vivenciam um lançamento de ovos contra o prédio da clínica enquanto eles vasculham várias caixas de correspondência de ódio que a clínica recebe. Outro episódio de Law and Order: Dignity, baseado no homicídio do George Tiller, foi condenado pelos amparadores dos direitos de abortamento por permitir que argumentos de objetivo final do grupo pró-vida fossem ao ar durante o julgamento do homicida acusado.
- O primeiro episódio da série de televisão sobre espionagem Spooks é sobre um líder terrorista antiaborto fictício vindo para o Reino Unido para instalar uma série de células de terror.

### Música
- A canção "Get Your Gunn", de Marilyn Manson do álbum de 1994, Portrait of an American Family é sobre o homicídio de David Gunn.[55]
- A canção "Hello Birmingham" do álbum de 1999 To The Teeth de Ani DiFranco foi escrita em resposta ao ataque com bomba em Birmingham, Alabama, além do homicídio do Dr. Slepian em Amherst, Nova Iorque, próximo à cidade natal de DiFranco de Buffalo).[56]
- A canção "F.D.K. (Fearless Doctor Killers)" do álbum de Mudhoney de 1995, My Brother the Cow conta a história de um pastor da Igreja batista estuprador, que se recusa a pagar por um aborto, mas não vai sustentar a criança após o seu nascimento. Ela inclui o refrão repetido, "Save the baby/Kill the doctor" (em português:  Salve o bebê/Mate o doutor).
- A canção "I Need a Grip" de Maggie Estep, em seu álbum No More Mr. Nice Girl, é uma resposta à violência antiaborto.
- A canção "The Army of God", da banda de punk hardcore Behind Enemy Lines, em seu álbum "The Global Cannibal", lida com atos de terrorismo e homicídio contra clínicas de aborto, seus funcionários e pacientes.